# Euphemia Haynes
Euphemia Haynes (* 11. September 1890 in Washington, D.C.; † 25. Mai 1980 in ebenda) war eine US-amerikanische Mathematikerin und Hochschullehrerin. Sie war die erste afroamerikanische Frau, die 1943 an der Katholischen Universität von Amerika in Mathematik promovierte.

## Leben und Werk
Haynes wurde als Martha Euphemia Lofton als erstes Kind und einzige Tochter von dem Zahnarzt Willian Lofton und Lavinia Day Lofton geboren. 1907 absolvierte sie die M Street High School, die eine der ersten High Schools für Afroamerikaner in den Vereinigten Staaten war. 1909 schloss sie mit Auszeichnung die Washington Minor Normal School ab, die 1851 in Washington gegründet worden war, um Afroamerikaner auszubilden. 1914 erwarb sie am Smith College einen Bachelor-Abschluss in Mathematik. 1917 heiratete sie Harold Appo Haynes, der 1946 an der New York University in Pädagogik promovierte. Sie studierte Mathematik und Pädagogik an der University of Chicago und erwarb 1930 einen Master-Abschluss in Pädagogik. 1930 wurde sie Professorin für Mathematik am Miner Teachers College, wo sie die Mathematikabteilung gründete und als Vorsitzende der Abteilung für Mathematik und Wirtschaftspädagogik fungierte (1955 schlossen sich das Minor Teachers College und das Wilson Teachers College zum District of Columbia Teachers College zusammen). 1943 promovierte sie als erste afroamerikanische Frau in Mathematik an der Katholischen Universität von Amerika bei Aubrey Edward Landrey mit der Dissertation: Determination of Sets of Independent Conditions Characterizing Certain Special Cases of Symmetric Correspondences. Sie blieb bis zu ihrer Pensionierung 1959 Leiterin der Mathematikabteilung. Als sie in den Ruhestand ging, war das College zum District of Columbia Teachers College geworden. 1960 trat sie dem Bildungsausschuss des District of Columbia bei und wurde 1966 dessen Präsidentin, um die Rassentrennung weiter zu bekämpfen. Von Juli 1966 bis Juli 1967 war sie die erste Frau, die den Vorsitz der Schulbehörde des District of Columbia innehatte und eine zentrale Rolle bei der Integration der öffentlichen Schulen im District of Columbia hatte. Nach ihrem Tod überließ sie der Katholischen Universität von Amerika 700.000 US-Dollar, mit der der Euphemia Lofton Haynes-Lehrstuhl im Bildungsministerium eingerichtet und ein Studentendarlehensfonds an der School of Education unterstützt wurde. 2004 wurde die E.L. Haynes Charter Public School in Washington, D.C. nach ihr benannt.
Neben ihrer akademischen Arbeit war sie auch Präsidentin des Katholischen Interracial Council des District of Columbia und Präsidentin des Washington Archdiocesan Council on Catholic Women. Sie war erste Vizepräsidentin des Erzdiözesanrates der katholischen Frauen, Vorsitzende des Beirats des Fides Neighborhood House, Mitglied des Ausschusses für internationale soziale Wohlfahrt, Mitglied des Exekutivausschusses der Nationalen Versammlung für soziale Wohlfahrt, Sekretärin und Mitglied des Exekutivausschusses des DC Health and Welfare Council, in den lokalen und nationalen Komitees der United Service Organization, Mitglied der Nationalen Konferenz der Christen und Juden, des Katholischen Interracial Council von Washington, der Urban League, der NAACP, der League of Women Voters und der Amerikanische Vereinigung der Universitätsfrauen. 1959 verlieh ihr Papst Johannes XXIII. die päpstliche Ehrenauszeichnung Pro Ecclesia et Pontifice.

## Veröffentlichungen (Auswahl)
- 1930: The Historical Development of Tests in Elementary and Secondary Mathematics. University of Chicago, Department of Education.
- 1943: Determination of Sets of Independent Conditions Characterizing Certain Special Cases of Symmetric Correspondences. Catholic University of America Press.